# Pierre Patte
Pierre Patte (* 3. Januar 1723 in Paris; † 19. August 1814 in Mantes-la-Jolie) war ein französischer Architekt, Autor und Druckgrafiker.

## Leben
Pierre Patte war ein Schüler des Germain Boffrand und Assistent des Jacques-François Blondel und entwickelte bei ihnen seine künstlerischen Fähigkeiten. 
Mit einem Beitrag zur Architekturtheorie veröffentlichte er einen Plan zum Bau der großen Straßen in Paris und der Verlegung der Friedhöfe und Hospitäler vor die Stadt. 
1754 folgte er dem Ruf in das Herzogtum Pfalz-Zweibrücken, wo er
den Bau des Schlosses Jägersburg, das den Anspruch des Herzogs auf die Erbfolge im Herzogtum Bayern repräsentieren sollte, planerisch begleitete. 
1759/1760 ließ Herzog Christian IV. für seine Frau Marianne in der Zweibrücker Vorstadt das Palais Forbach errichten, das von Platte geplant wurde und sich im Stil an den Typ des Pariser Stadtpalais von Adelsfamilien anlehnte.
In der Zweibrücker Residenz, die Herzog Karl August in den Jahren von 1778 bis 1788 errichten ließ, plante Patte die Orangerie.
Nach seinen Planungen wurde die Kirche Saint-Sulpice in Paris sowie die Kirche von Bolbec in der Normandie errichtet.

## Bauwerke (Auswahl)

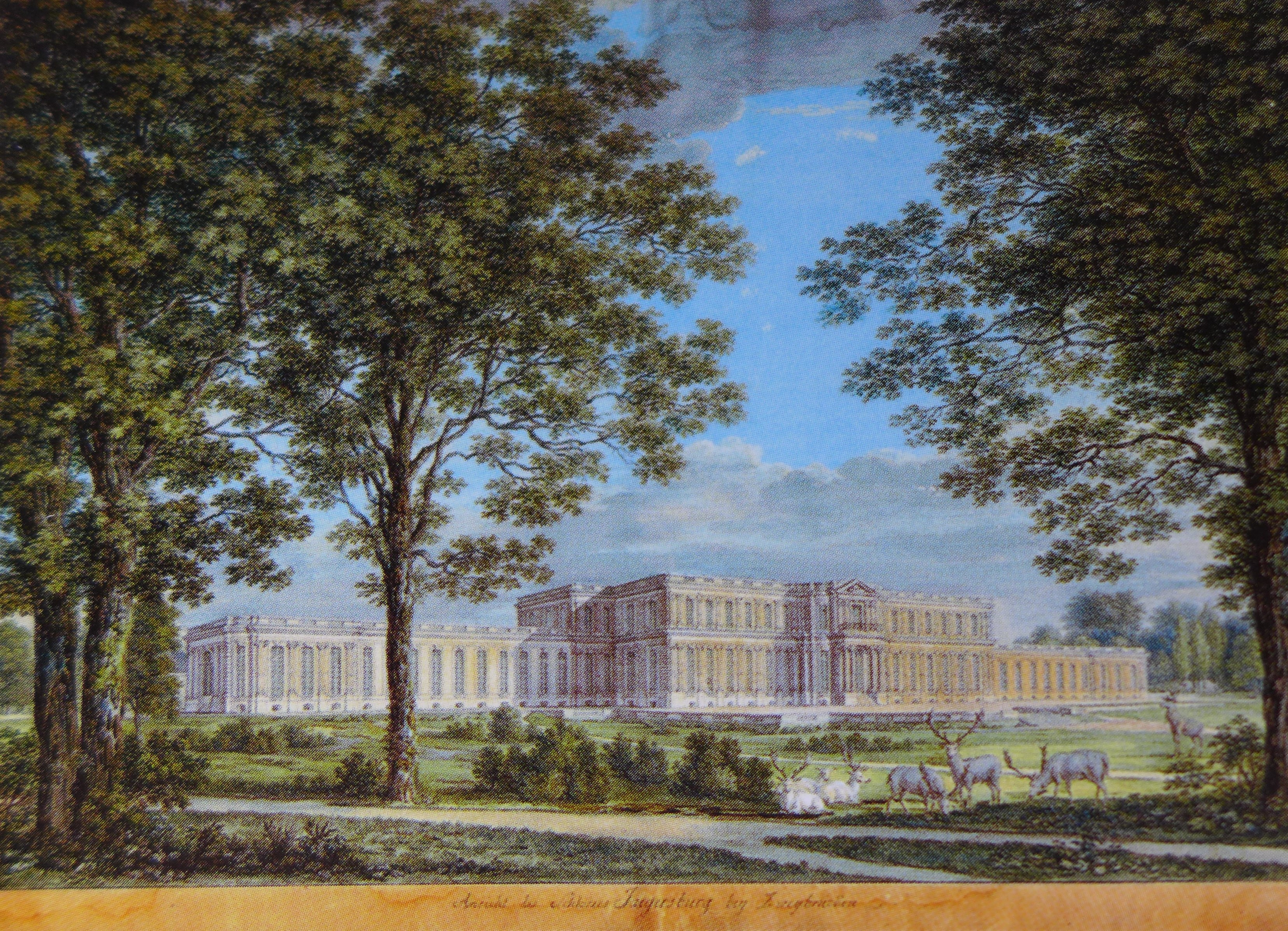
Schloss Jägersburg, erbaut 1752–1756
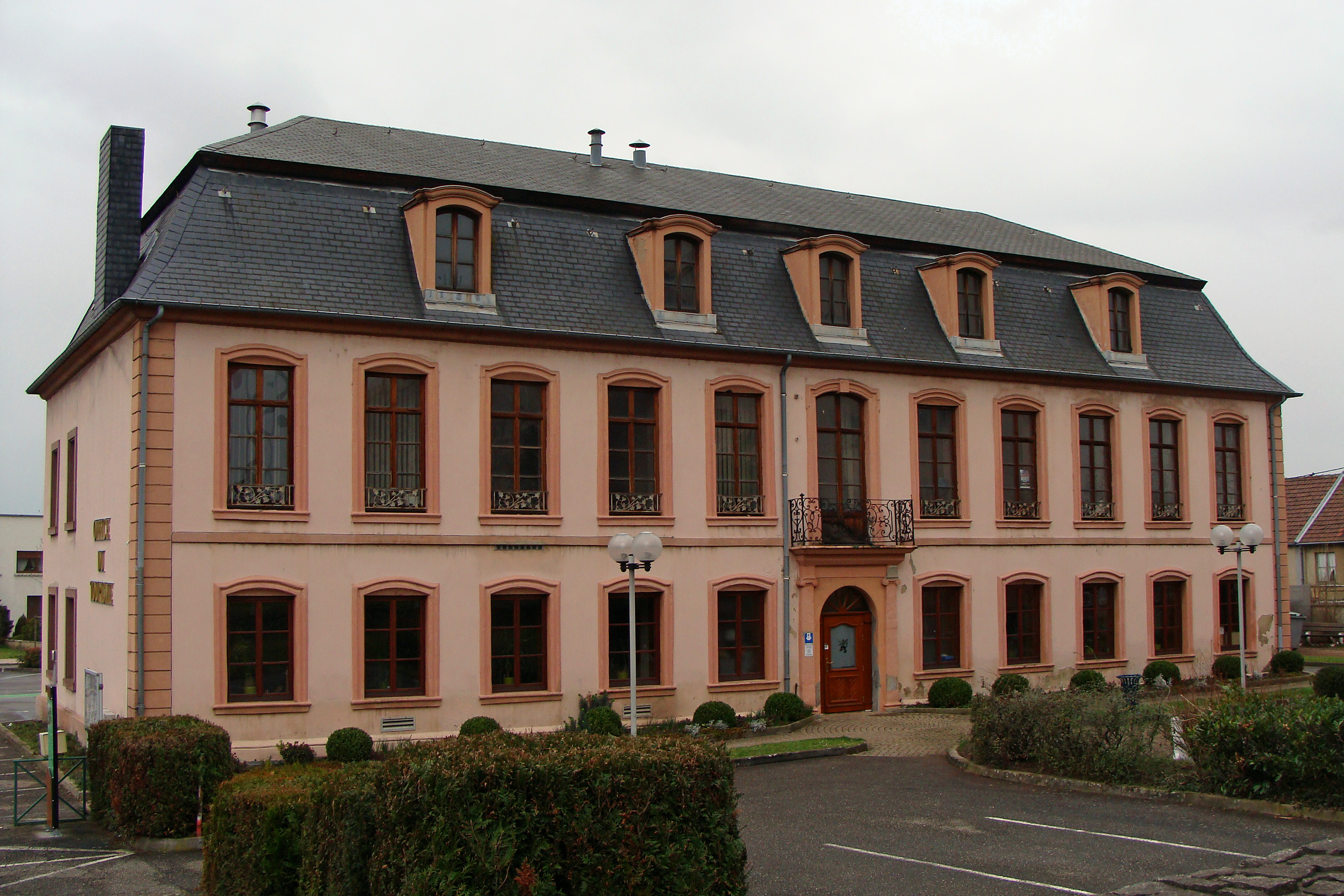
Palais Forbach, erbaut 1759/1760
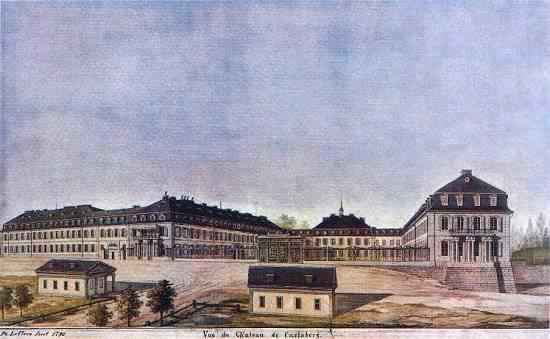
Schloss Karlsberg, erbaut 1778–1788
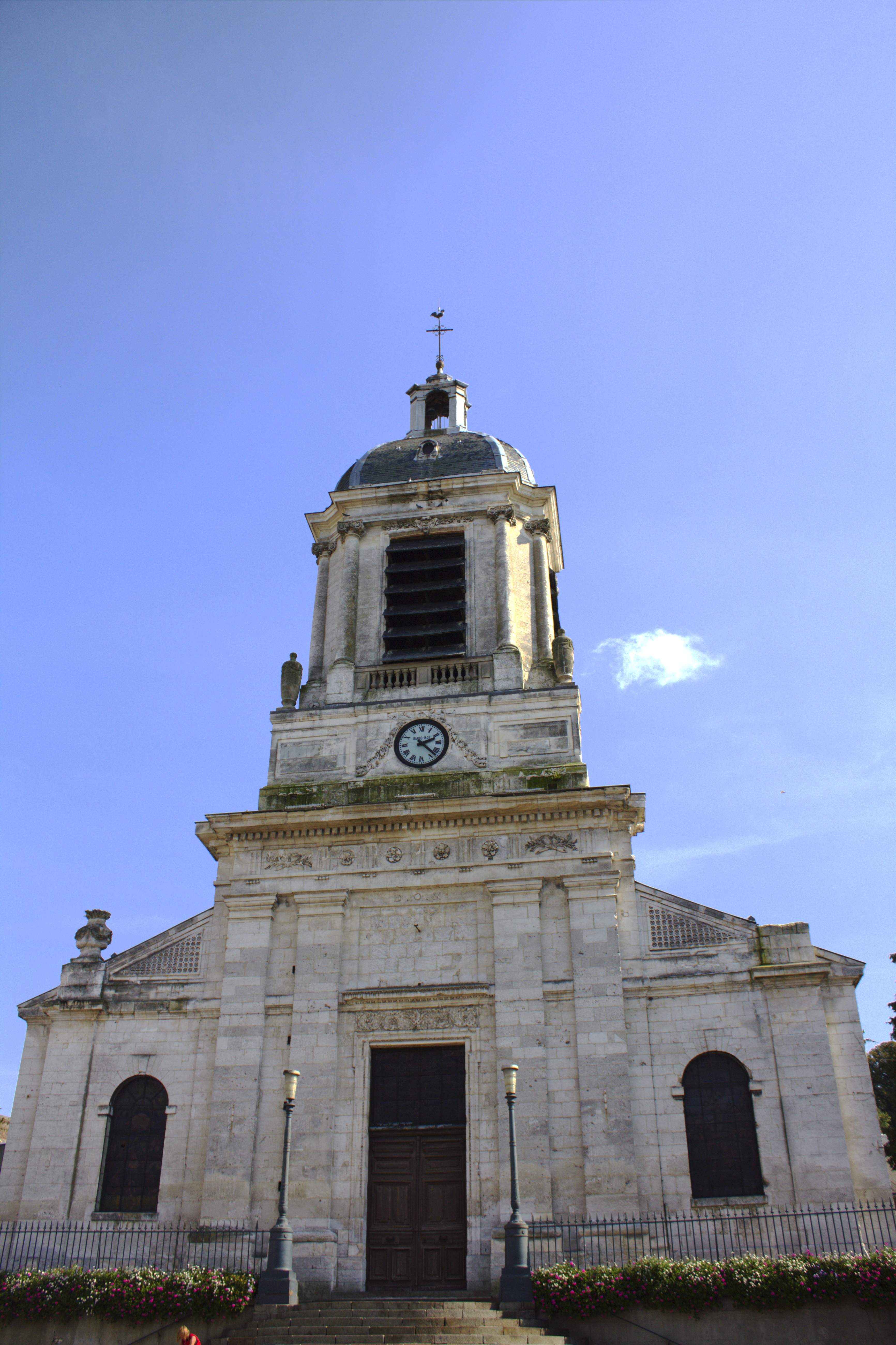
Kirche von Bolbec in der Normandie
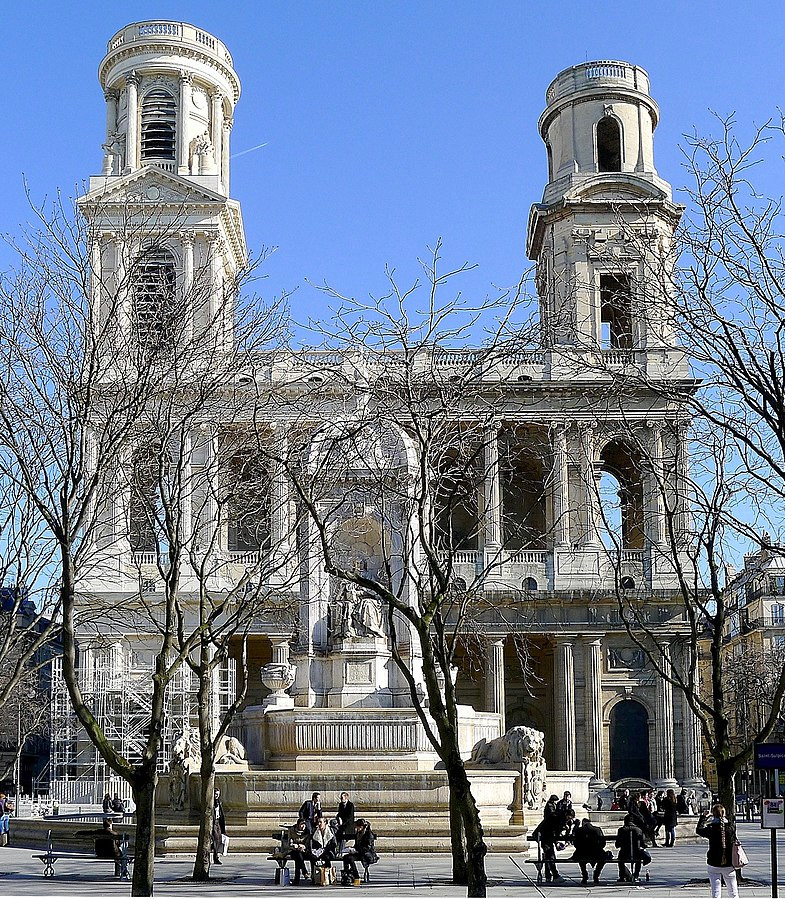
Kirche St-Sulpice in Paris

## Planungsentwürfe zum Straßen- und Stadtbild von Paris

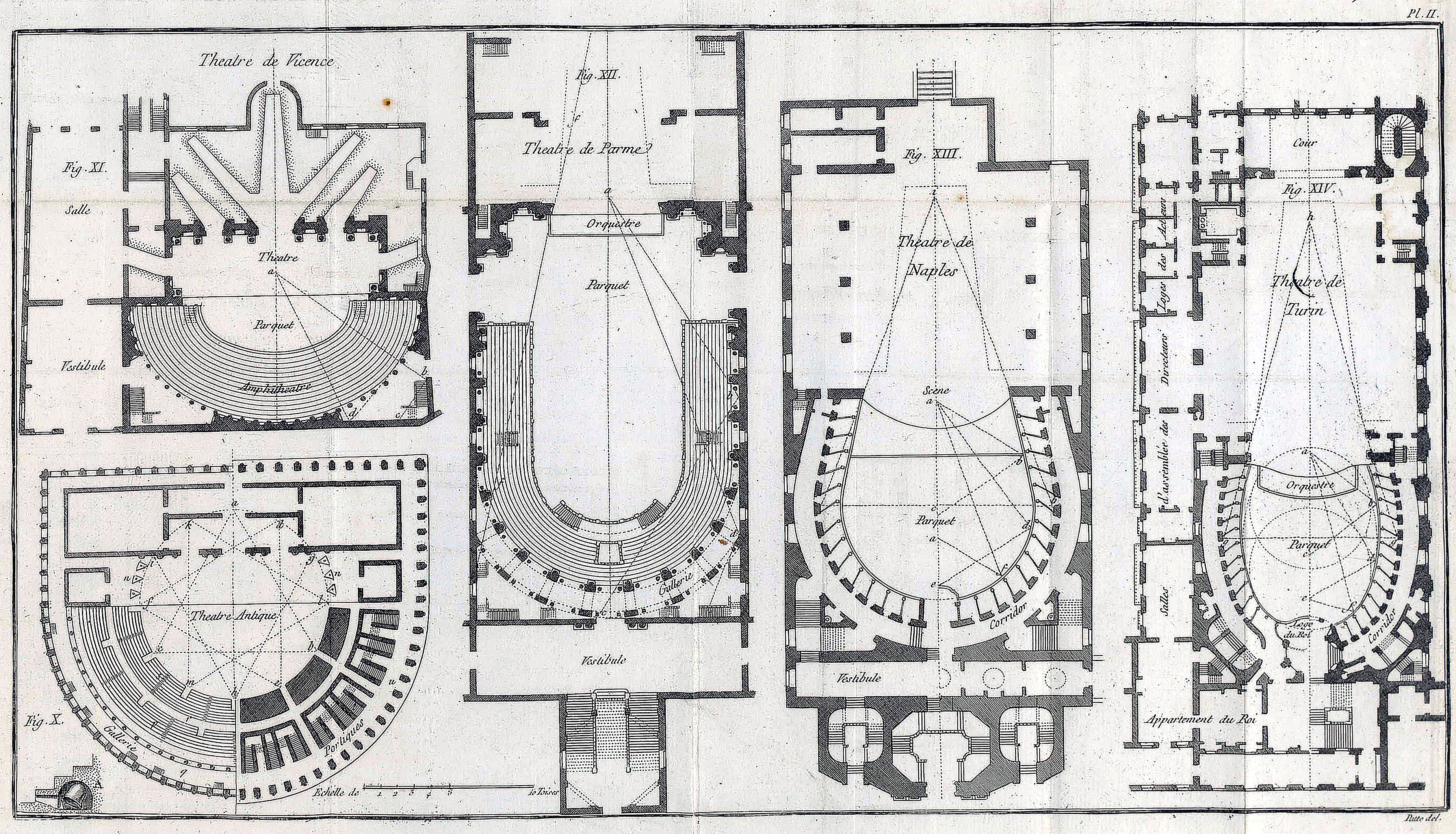
Essay 1782
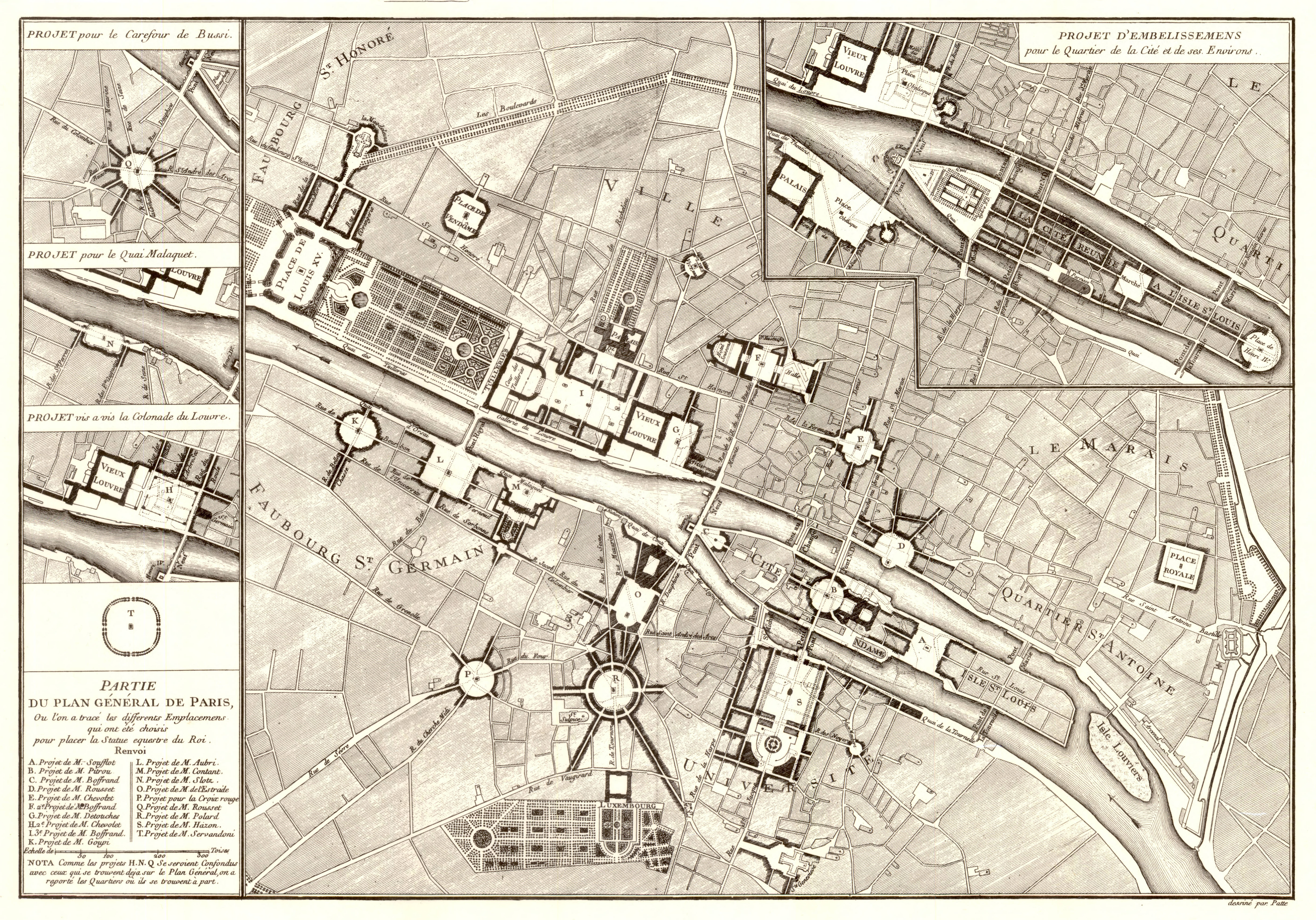
Paris 1765
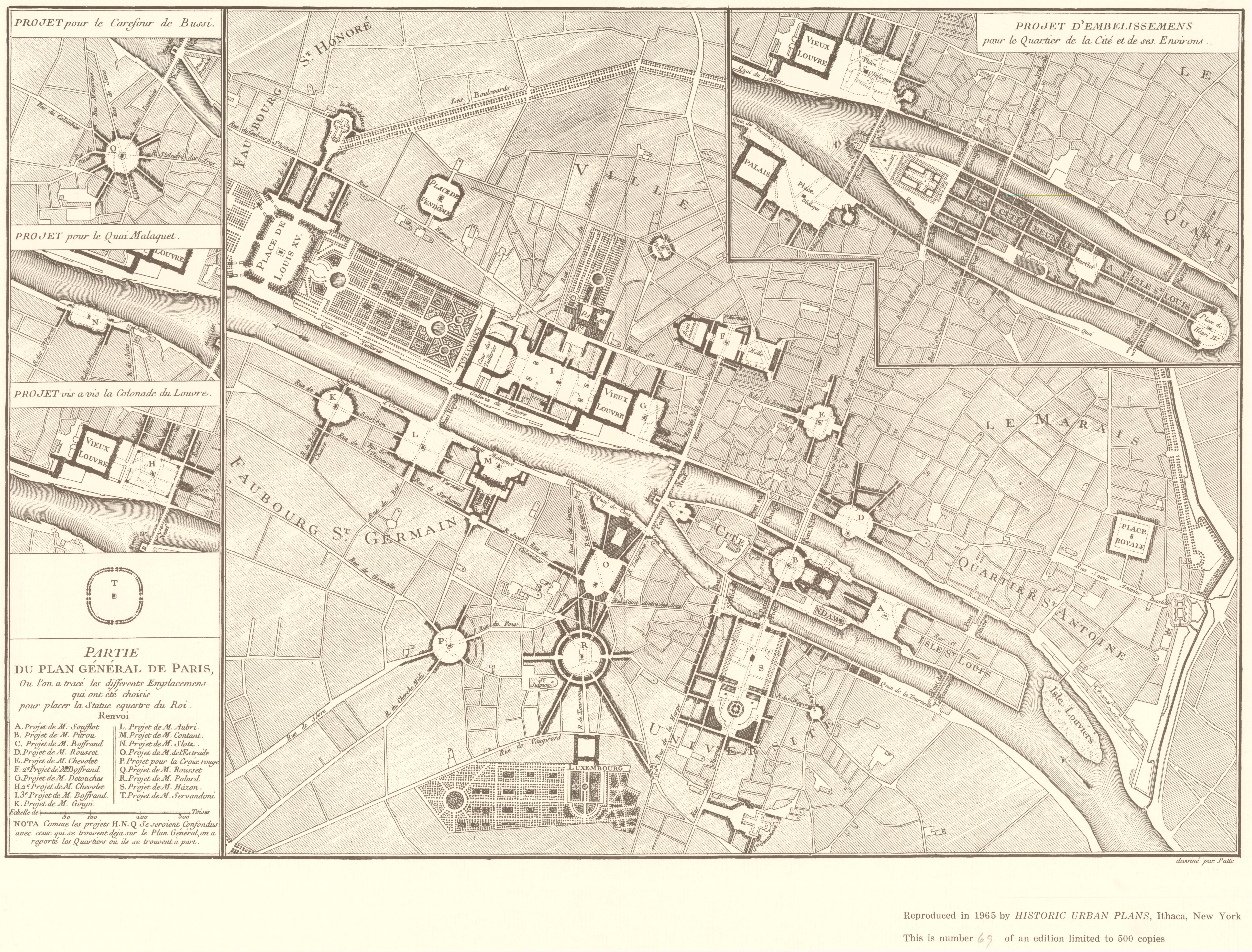
Stadtplan von Paris 1756
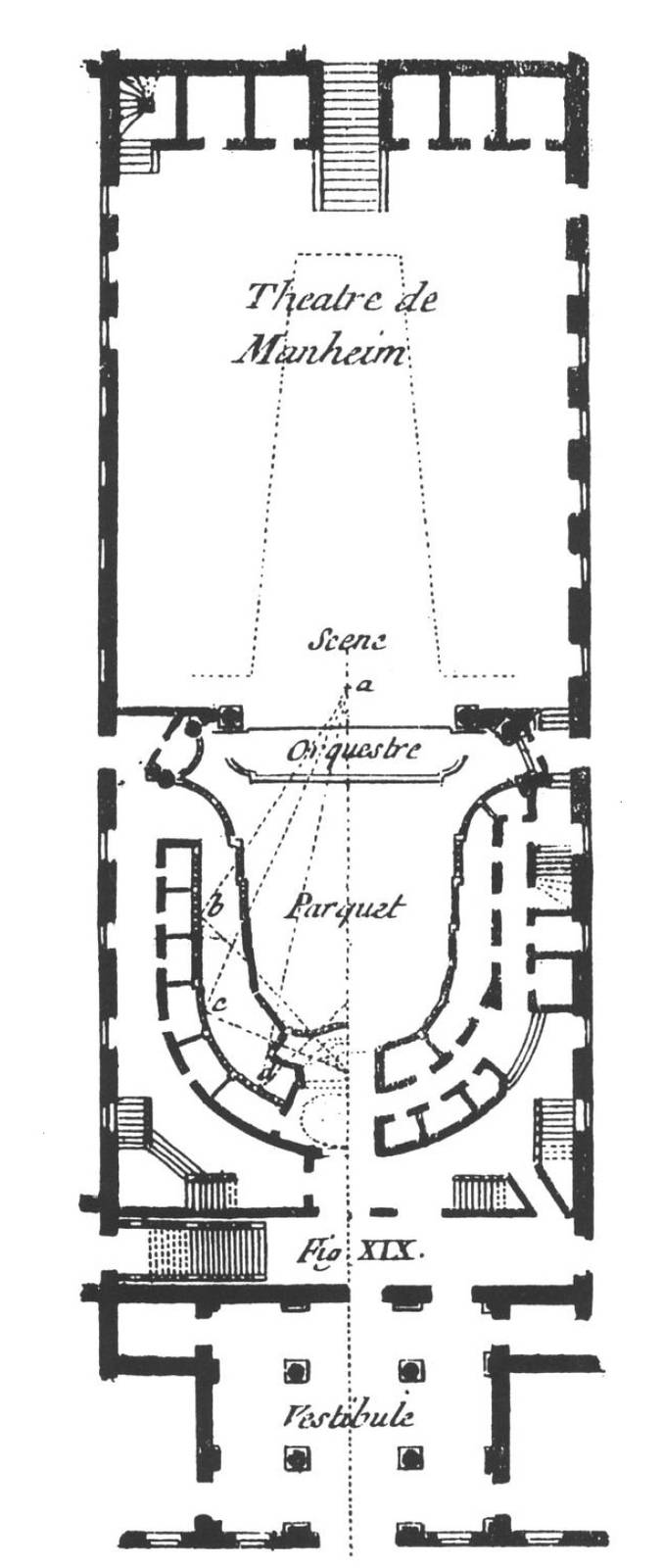
Theater von Manheim

## Werke (Auswahl)
- 1754: Discours sur l’Architecture (Architekturdiskurs)
- 1755: Études d’Architecture (Architekturstudium)
- 1765: Monuments érigés en France à la Gloire de Louis XV (Denkmäler, die in Frankreich zum Ruhm Ludwigs XV. errichtet wurden)
- 1771–1777: Cours d’architecture
- 1782: Essai sur l’Architecture Théâtrale (Essay über Theaterarchitektur)